# Protestantse kerk (Lage Zwaluwe)
De Protestantse Kerk, voorheen de Nederlands Hervormde Kerk, ook wel de Zaalkerk genoemd, is een zaalkerk aan de Kerkstraat in Lage Zwaluwe.

## Geschiedenis
In 1816 werd het kerkgebouw gebouwd, in 1867 volgde er een uitbouw. De architect was C. van Seters. Het is neoclassicistische kerk met toren, waarvan de bekroning (dakruiter) dateert uit 1951. Het orgel stamt uit 1969 en werd gebouwd door de firma J.L. van den Heuvel uit Dordrecht. Hierbij werd gebruikgemaakt van delen van het vorige orgel uit 1913. De lezenaar is in empirestijl.
Het kerkgebouw is een gemeentelijk monument. Dit geldt ook voor het ernaast gelegen kerkhof.

## 21e eeuw
Vanuit de Hervormde Gemeente van Lage Zwaluwe (die rond 1600 is ontstaan) is de kerkgemeente in 2007 de Protestantse Gemeente te Lage Zwaluwe geworden. Daarnaast werd het onderdeel van de Protestantse Kerk in Nederland (PKN). Er wordt een hechte samenwerking nagestreefd met de Protestantse gemeente te Terheijden en Wagenberg.
Per 1 november 2020 is Marijn Gilhuis, die predikt in de twee laatstgenoemde gemeenten, de predikant van de Protestantse Kerk in Lage Zwaluwe.

## Galerij

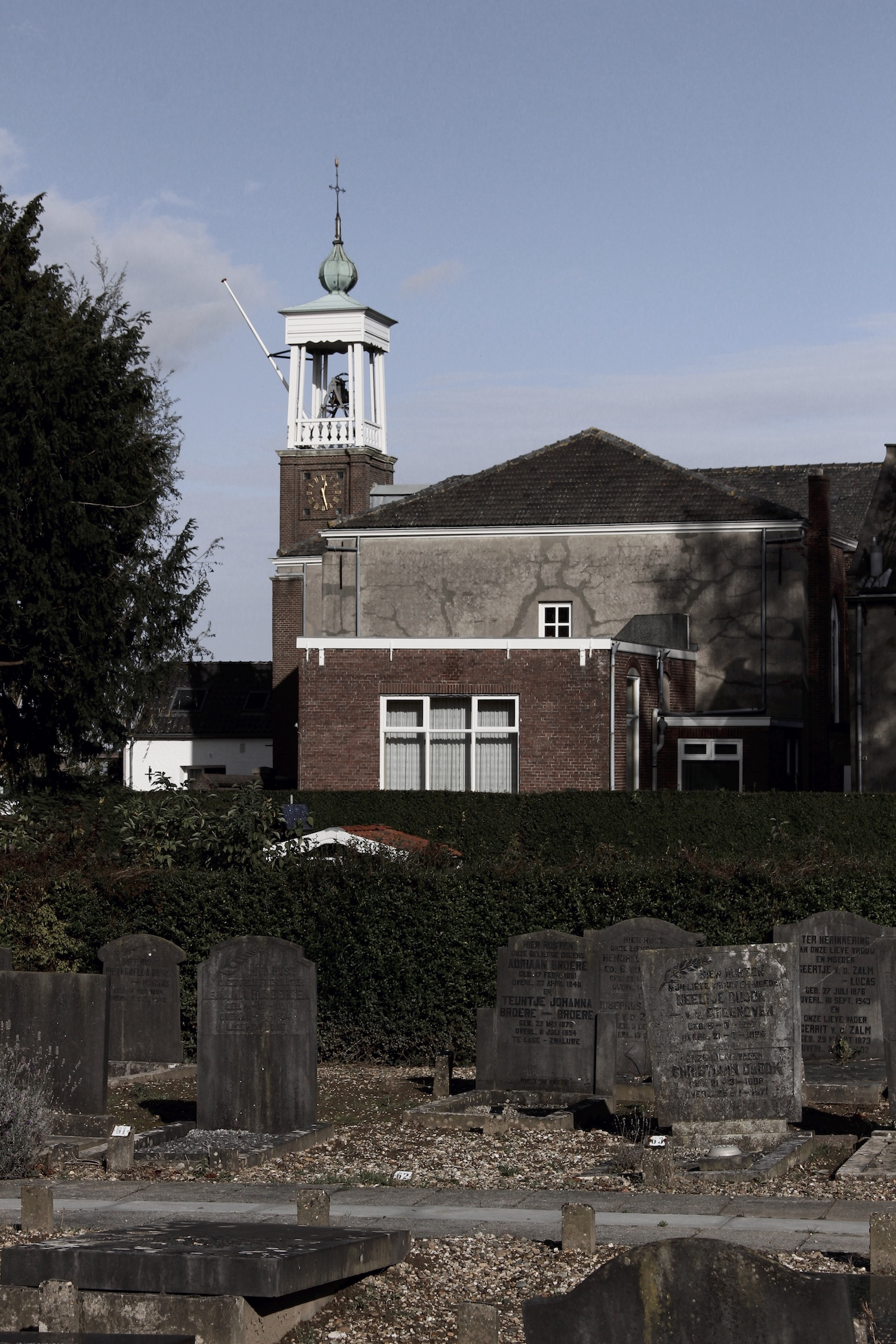
Protestantse Kerk, Lage Zwaluwe, november 2020.
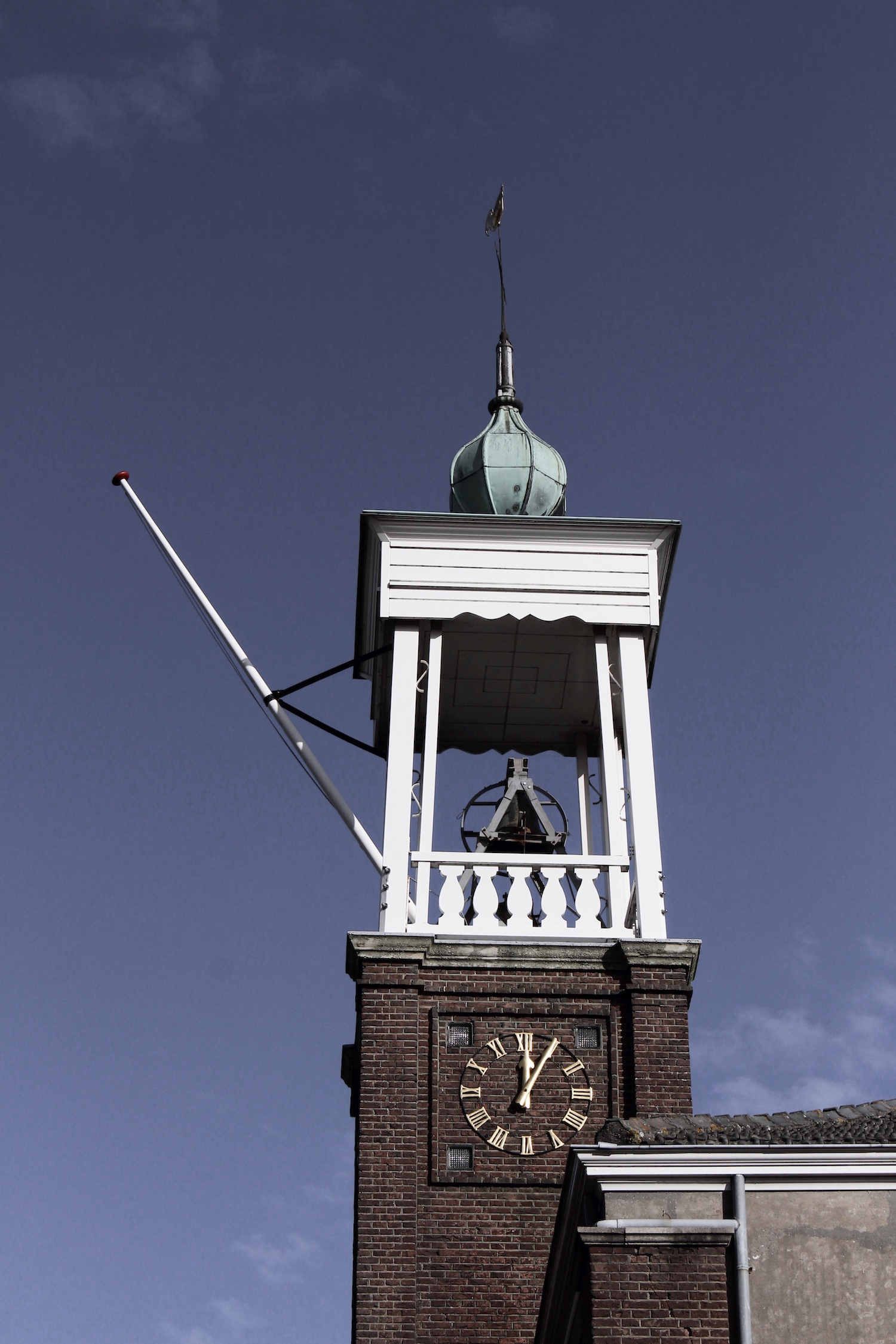
Protestantse Kerk, Lage Zwaluwe, november 2020.